# 에도아르도 아녤리

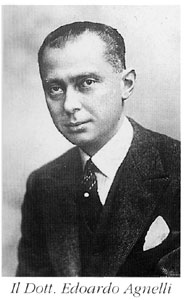
에도아르도 아녤리

에도아르도 아녤리(Edoardo Agnelli, 1892년 1월 2일 ~ 1935년 7월 14일)는 이탈리아의 자동차 회사 피아트의 주요 가문의 주주이자 기업가이다.

## 젊은 시절
베로나에서 태어난, 그는 피아트의 창립자인 조반니 아녤리의 아들이였고, 산 파우스티노(San Faustino)공과 켄터키주 출신의 제인 켐벨(Jane Campbell) 사이에서 태어난 버지니아 부르봉 델 몬테(Virginia Bourbon del Monte)와 결혼하였다.

## 가족
에도아르도 아녤리는 7 자식들을 두었다.
- 클라라 (1920년,타실로 퓌르슈텐베르크 공의 부인이며, 에곤 폰 퓌르슈텐베르크 그리고 이라 폰 퓌르슈텐베르크의 어머니이다.)
- 잔니 (1921년–2003년)
- 수산나 (1922년–2009년)
- 마리아 솔레 아녤리 (1925년)
- 크리스티나 (1927년), 브란돌리노 브란돌리니 다다(Brandolino Brandolini d'Adda) 백작의 부인
- 조르조 아녤리 (1929년–1965년)
- 움베르토 (1934–2004)

아녤리의 장자인 잔니 아녤리는 1966년부터 2003년까지 피아트의 대표가 되었고 이탈리아에서 가장 중요한 회사이자 유럽에서 주요한 자동차 제조 회사 중 하나로 만들었다. 아녤리의 딸 수산나 아녤리는 이탈리아에서 여성으로서 최초로 외무장관에 오른 인물이다.

## 스포츠
1923년부터 1935년까지 이탈리아의 거대 스포츠 구단 유벤투스의 회장이였으며, 아녤리는 올드 레이디(Old Lady)의 역사속에서 가장 중요한 인물중 한명이고, 토리노에 있는 클럽을 이탈리아에서 가장 성공적인 클럽으로 만들게 한 사람이다.

## 죽음
아녤리는 43세의 나이로 제노바에서 사고사를 당하게 되는데, 수상기로 여행을 하는 도중에 우연하게 떠다니는 통나무와 충돌하였고 이로인하여 그의 머리가 회전하던 비행기의 프로펠러에 들어가고 말았다.

## 같이 보기
- 프로 축구

## 참고 자료
- Marco Ferrante, Casa Agnelli, Mondadori, 2007, ISBN 978-88-04-56673-1
- Giancarlo Galli, Gli Agnelli, il tramonto di una dinastia, Mondadori, Edizione 2003, ISBN 88-04-51768-9
- Alan Friedman, Agnelli and the network of italian power, Mandarin Paperback (Octopus Publishing Gr.), London, 1988, ISBN 0-7493-0093-0
- Angiolo Silvio Ori, Storia di una dinastia - Gli Agnelli e la Fiat, Editori Riuniti, Roma, 1996 ISBN 88-359-4059-1
- Marina Ripa di Meana e Gabriella Mecucci, Virginia Agnelli, Argelato (BO), Minerva Edizioni, 2010, ISBN 978-88-7381-307-1
- Gigi Moncalvo, Agnelli segreti, Vallecchi, 2012, ISBN 978-88-8427-236-2
- Gustavo Mola di Nomaglio, Gli Agnelli. Storia e genealogia di una grande famiglia piemontese dal XVI secolo al 1866, Torino, Centro Studi Piemontesi, 1998, ISBN 88-8262-099-9